# Attila Zoller
Attila Cornelius Zoller, madžarski jazz kitarist in pedagog, * 13. junij 1927, Višegrad, Madžarsko kraljestvo, † 25. januar 1998, Townshend, Vermont, ZDA.
Po 2. svetovni vojni je pobegnil sovjetskemu režimu peš v Avstrijo. Leta 1959 se je preselil v ZDA, kjer je živel do konca življenja in deloval kot glasbenik in pedagog.

## Življenjepis
Zoller se je leta 1927 rodil v Višegradu v tedanjem Madžarskem kraljestvu. Kot otrok se je učil violine, učil pa ga je oče, ki je bil poklicni violinist. V šoli je igral še krilni rog in kontrabas, potem pa je presedlal na kitaro. Prekinil je s šolanjem in igral po jazz klubih v Budimpešti v času, ko je Sovjetska zveza okupirala Madžarsko. Zaradi Sovjetske okupacije in komunizma je leta 1948 zapustil Madžarsko in peš čez gore pobegnil v sosednjo Avstrijo. Nastanil se je na Dunaju, postal avstrijski državljan in ustanovil jazzovsko zasedbo, v kateri je igrala tudi harmonikašica Vera Auer.
V 50. letih 20. stoletja se je Zoller preselil v Nemčijo, kjer je zaigral z nemškima glasbenikoma Jutto Hipp in Hansom Kollerjem. Ameriški jazzovski glasbeniki, ki so gostovali v Nemčiji, kot sta Oscar Pettiford in Lee Konitz, so ga prepričevali, naj se preseli v ZDA. Čez lužo se je preselil, ko je prejel štipendijo za Lenox School of Jazz. Eden izmed njegovih učiteljev na tej šoli je bil Jim Hall, njegov sostanovalec pa je bil Ornette Coleman, ki ga je navdušil za free jazz.
Med letoma 1962 in 1965 je Zoller igral v zasedbi s flavtistom Herbiejem Mannom, kasneje pa z Leejem Konitzom in Albertom Mangelsdorffom. Skozi leta je igral in snemal z Bennyjem Goodmanom, Stanom Getzem, Redom Norvo, Jimmyjem Raneyjem, Herbiejem Hancockom, Ronom Carterjem, Shirley Scott, Calom Tjaderjem in Jimijem Hendrixom, v 60. letih pa je igral v newyorških jazz klubih s pianistom Donom Friedmanom.
Leta 1974 je v Vermontu ustanovil Attila Zoller Jazz Clinics, ki se je kasneje preimenovala v Vermont Jazz Center. Tu je poučeval do leta 1998. Iznašel je dvosmerni pickup, oblikoval strune in lastno serijo kitar. Tri tedne pred svojo smrtjo v Townshendu leta 1998 je igral s Tommyjem Flanaganom in Georgem Mrazom.

## Nagrade in priznanja
- Nagrada Lifetime Achievement Award, New England Foundation for the Arts[5]
- Message to Attila, spominski album, ki ga je koordiniral in produciral kitarist David Becker, vsebuje pa Zollerjeve kompozicije, ki so jih posneli kitaristi John Abercrombie, Gene Bertoncini, Peter Bernstein, Pat Metheny in Mike Stern[6]

## Izbrana diskografija

### Kot vodja
- The Horizon Beyond (Emarcy, 1965)
- Zoller Koller Solal (SABA, 1966) s Hansom Kollerjem in Martialom Solalom
- Katz & Maus (SABA, 1967)
- Zo-Ko-Ma (MPS, 1968) z Leejem Konitzom in Albertom Mangelsdorffom
- Gypsy Cry (Embryo, 1970)
- Dream Bells (Enja, 1976)
- Common Cause (Enja, 1979)
- The K & K 3 in New York (L+R, 1980) s Hansom Kollerjem in Georgem Mrazom
- Jim & I (L+R, 1980) z Jimmyjem Raneyjem
- Jim & I Live (L+R, 1981) z Jimmyjem Raneyjem
- Conjunction (Inner City, 1981)
- Jim & I Live at Quasimodo (L+R, 1986) z Jimmyjem Raneyjem
- Memories of Pannonia (Enja, 1986)
- Overcome (Enja, 1988)
- Live Highlights '92 (Bhakti, 1992)
- When It's Time (Enja, 1995)
- Lasting Love (Acoustic Music Records, 1997)
- The Last Recordings (Enja, 2000)
- Common Language (Acoustic Music Records, 2002)
- Jazz Soundtracks (Sonorama, 2013)

### Kot studijski glasbenik
Z Albertom Mangelsdorffom
- Albert Mangelsdorff and His Friends (MPS, 1977)
- Mainhattan Modern Lost Jazz Files (Sonorama, 2015)
- The Jazz Sextet (Moosicus, 2017)

S Herbiejem Mannom
- Herbie Mann Live at Newport (Atlantic, 1963)
- My Kinda Groove (Atlantic, 1965)
- Our Mann Flute (Atlantic, 1966)
- Impressions of the Middle East (Atlantic, 1967)
- The Beat Goes On (Atlantic, 1967)

Ostalo
- Gary Crosby, Gary Crosby (World Pacific, 1957)
- Klaus Doldinger, Doldinger in Sud Amerika (Philips, 1965)
- Klaus Doldinger, Jubilee (Atlantic, 1973)
- Lajos Dudas, Monte Carlo (Rayna, 1981)
- Don Friedman, Dreams and Explorations (Riverside, 1965)
- Don Friedman, Metamorphosis (Prestige, 1966)
- Hans Koller, Exclusiv (SABA, 1963)
- Hans Koller, Trinity (L+R, 1979)
- Lee Konitz & Don Friedman & Attila Zoller, Thingin (hat ART, 1996)
- Emil Mangelsdorff, Meditation (L+R, 1994)
- Oscar Pettiford, The Oscar Pettiford Quartet (Ex Libris, 1958)
- Oscar Pettiford, The Legendary Oscar Pettiford (Black Lion, 1975)
- Dave Pike, Manhattan Latin (Decca, 1964)
- Shirley Scott, Roll 'Em: Shirley Scott Plays the Big Bands (Impulse!, 1966)
- Tony Scott, Tony Scott (Verve, 1968)
- Cal Tjader, Soul Burst (Verve, 1966)
- Michal Urbaniak, We'll Remember Komeda (MPS/BASF, 1973)